# Mingtrast
Mingtrast (Turdus feae) är en hotad östasiatisk tätting i familjen trastar som är endemisk för norra Kina.

## Kännetecken

### Utseende
Mingtrasten är en medelstor (24 cm), varmbrun trast med vitt ögonbrynsstreck och vit halvmåne under ögat. Hanen är rostolivfärgad ovan, inklusive hjässa och örontäckare medan undersidan är grå, blekare mot buk och undergump. Honan har vit strupe och vitt på mitten av bröstet och buken. Vidare syns mörka fläckar eller streck på sidorna av strupen och övre delen av bröstet samt även varmbruna spetsar på bröstfjädrarna. Liknande gråhalsad trast har persikofärgade flanker som kontrasterar med vit buk och hanen har ett grått huvud.

### Läte
Sången består av en serie korta fraser med mycket korta drillar och fylliga melodiska toner.

## Utbredning och systematik
Mingtrasten häckar i bergstrakter i norra Kina i västra och norra Hebei, Beijing och Shanxi. Vintertid flyttar den till nordöstra Indien (Västbengalen, Assam, Meghalaya, Nagaland och Manipur), Myanmar, nordvästra Thailand och Laos. Den behandlas som monotypisk, det vill säga att den inte delas in i några underarter.

## Levnadssätt
Mingtrasten häckar i tempererade ek- och tallskogar i bergstrakter på mellan 1000 och 1900 meters höjd. Vintrarna tillbringar den i städsegrön skog mellan 1000 och 2600 meters höjd, även om fynd har gjorts ända ner till havsnivån. Den lever av ryggradslösa djur och frukt, mest insekter och bär, men även nektar från blommande Acrocarpus fraxinifolius. Fågeln häckar mellan maj och juli och bygger ett skålformat bo som placeras en till en och en halv meter upp i ett litet träd i tät vegetation.

## Status och hot
Denna art har ett litet utbredningsområde och en uppskattad världspopulation på endast högst 10.000 vuxna individer. Den minskar dessutom i antal på grund av habitatförstörelse, både på häckplats och i övervintringsområdet. Internationella naturvårdsunionen IUCN kategoriserar den därför som sårbar.

## Namn
Fågelns vetenskapliga artnamn hedrar Leonardo Fea (1852-1903), italiensk upptäcktsresande och naturforskare.